# Prevalje pod Krimom
Prevalje pod Krimom – wieś w Słowenii, w gminie Brezovica. W 2018 roku liczyła 196 mieszkańców.